# Кифер, Карл
Карл Кифер (нем. Karl Kiefer или нем. Carolus Kiefer; 14 декабря 1866, Херриден, Средняя Франкония — 25 апреля 1940) — немецкий римско-католический богослов, профессор и ректор Католического лицея Айхштетт-Ингольштадт; главный викарий епархии Эйхштетт.

## Биография
Карл Кифер родился 14 декабря 1866 года в Херриден в Средней Франконии; был рукоположён в священники 15 марта 1891 года. В 1893 году он стал ассистентом епископальной семинарии, а год спустя — защитил кандидатскую диссертацию (Dr. theol.); в том же году был назначен профессором богословия в Католическом лицее Айхштетт-Ингольштадт — занимал данный пост до 1938 года. С 1899 по 1924 год Кифер являлся ректором лицея. После смерти епископа Йоханнеса фон Мергеля (Johannes Leo von Mergel), 20 июня 1932 года Кифер был избран администратором епархии (Kapitularvikar). 26 октября он также был назначен главным викарием (Generalvikar) при новом епископе Эйхштатта Конраде фон Прейзинге. Кифер переизбрался администратором епархии 31 августа 1935 года. 11 ноября 1933 года Карл Кифер был среди более 900 учёных и преподавателей немецких университетов и вузов, подписавших «Заявление профессоров о поддержке Адольфа Гитлера и национал-социалистического государства». Скончался 25 апреля 1940 года.

## Работы
- Die Tugend der ausgleichenden Gerechtigkeit unter besondere Berücksichtigung des Bürgerlichen Gesetzbiches für Deutschland, 1905.
- Die Liebe zu Fürst und Vaterland : Rede beim Festakte d. Bischöfl. Lyzeums Eichstätt am 11. März 1911 anläßlich des 90. Geburtstages Seiner Königlichen Hoheit des Prinzregenten Luitpold von Bayern, Eichstätt : Brönner, 1911.